# Лі Грант (футболіст)
Лі Грант (англ. Lee Anderson Grant, нар. 27 січня 1983, Гемел-Гемпстед) — колишній англійський футболіст, грав на позиції воротаря. Асистент тренера клубу «Іпсвіч Таун».
Виступав, зокрема, за клуби «Дербі Каунті», «Бернлі», а також молодіжну збірну Англії .

## Клубна кар'єра
У дорослому футболі дебютував 2000 року виступами за команду клубу «Дербі Каунті», в якій провів п'ять сезонів, взявши участь у 67 матчах чемпіонату. 
Згодом з 2005 по 2006 рік грав у складах клубів «Бернлі» та «Олдем Атлетік» на правах оренди, після чого повернувся в «Дербі Каунті».
Своєю грою за останню команду привернув увагу представників тренерського штабу клубу «Шеффілд Венсдей», до складу якого приєднався 2007 року. Відіграв за команду з Шеффілда наступні три сезони своєї ігрової кар'єри. Більшість часу, проведеного у складі «Шеффілд Венсдей», був основним голкіпером команди.
2010 року повернувся до клубу «Бернлі». Цього разу провів у складі його команди три сезони. Граючи у складі «Бернлі» також здебільшого виходив на поле в основному складі команди.
З 2013 року знову, цього разу три сезони захищав кольори команди клубу «Дербі Каунті». Тренерським штабом нового клубу також розглядався як гравець «основи».
Протягом 2017—2018 років захищав кольори клубу «Сток Сіті».
До складу «Манчестер Юнайтед» приєднався 2018 року. За «червоних дияволів» відіграв всього 2 матчі в кубкових турнірах, у складі команди на ігри чемпіонату не з'являвся.
2022 року завершив ігрову кар'єру, після чого став асистентом головного тренера у клубі «Іпсвіч Таун».

## Виступи за збірну
Протягом 2003–2004 років залучався до складу молодіжної збірної Англії. На молодіжному рівні зіграв у 4 офіційних матчах.

## Статистика виступів

### Статистика клубних виступів
Станом на 25 вересня 2018
| Клуб                   | Сезон             | Ліга              | Ліга | Ліга  | Кубок | Кубок | Кубок ліги | Кубок ліги | Єврокубки | Єврокубки | Інші змагання | Інші змагання | Усього | Усього |
| Клуб                   | Сезон             | Дивізіон          | Ігор | Голів | Ігор  | Голів | Ігор       | Голів      | Ігор      | Голів     | Ігор          | Голів         | Ігор   | Голів  |
| ---------------------- | ----------------- | ----------------- | ---- | ----- | ----- | ----- | ---------- | ---------- | --------- | --------- | ------------- | ------------- | ------ | ------ |
| Дербі Каунті           | 2002–03           | Перший дивізіон   | 29   | 0     | 1     | 0     | 0          | 0          | —         | —         | —             | —             | 30     | 0      |
| Дербі Каунті           | 2003–04           | Перший дивізіон   | 36   | 0     | 1     | 0     | 1          | 0          | —         | —         | —             | —             | 38     | 0      |
| Дербі Каунті           | 2004–05           | Чемпіоншип        | 2    | 0     | 0     | 0     | 0          | 0          | —         | —         | 0             | 0             | 2      | 0      |
| Дербі Каунті           | 2005–06           | Чемпіоншип        | 0    | 0     | 0     | 0     | 1          | 0          | —         | —         | —             | —             | 1      | 0      |
| Дербі Каунті           | 2006–07           | Чемпіоншип        | 7    | 0     | 0     | 0     | 1          | 0          | —         | —         | 0             | 0             | 8      | 0      |
| Дербі Каунті           | Усього            | Усього            | 74   | 0     | 2     | 0     | 3          | 0          | —         | —         | 0             | 0             | 79     | 0      |
| Бернлі (оренда)        | 2005–06           | Чемпіоншип        | 1    | 0     | —     | —     | —          | —          | —         | —         | —             | —             | 1      | 0      |
| Олдем Атлетік (оренда) | 2005–06           | ПФЛ               | 16   | 0     | —     | —     | —          | —          | —         | —         | —             | —             | 16     | 0      |
| Шеффілд Венсдей        | 2007–08           | Чемпіоншип        | 44   | 0     | 2     | 0     | 2          | 0          | —         | —         | —             | —             | 48     | 0      |
| Шеффілд Венсдей        | 2008–09           | Чемпіоншип        | 46   | 0     | 1     | 0     | 1          | 0          | —         | —         | —             | —             | 48     | 0      |
| Шеффілд Венсдей        | 2009–10           | Чемпіоншип        | 46   | 0     | 1     | 0     | 2          | 0          | —         | —         | —             | —             | 49     | 0      |
| Шеффілд Венсдей        | Усього            | Усього            | 136  | 0     | 4     | 0     | 5          | 0          | —         | —         | —             | —             | 145    | 0      |
| Бернлі                 | 2010–11           | Чемпіоншип        | 25   | 0     | 3     | 0     | 3          | 0          | —         | —         | —             | —             | 31     | 0      |
| Бернлі                 | 2011–12           | Чемпіоншип        | 43   | 0     | 1     | 0     | 4          | 0          | —         | —         | —             | —             | 48     | 0      |
| Бернлі                 | 2012–13           | Чемпіоншип        | 46   | 0     | 0     | 0     | 1          | 0          | —         | —         | —             | —             | 47     | 0      |
| Бернлі                 | Усього            | Усього            | 114  | 0     | 4     | 0     | 8          | 0          | —         | —         | —             | —             | 126    | 0      |
| Дербі Каунті           | 2013–14           | Чемпіоншип        | 46   | 0     | 1     | 0     | 3          | 0          | —         | —         | 3             | 0             | 53     | 0      |
| Дербі Каунті           | 2014–15           | Чемпіоншип        | 40   | 0     | 0     | 0     | 3          | 0          | —         | —         | —             | —             | 43     | 0      |
| Дербі Каунті           | 2015–16           | Чемпіоншип        | 10   | 0     | 0     | 0     | 1          | 0          | —         | —         | 0             | 0             | 11     | 0      |
| Дербі Каунті           | Усього            | Усього            | 96   | 0     | 1     | 0     | 7          | 0          | —         | —         | 3             | 0             | 107    | 0      |
| Сток Сіті              | 2016–17           | Прем'єр-ліга      | 28   | 0     | 1     | 0     | 1          | 0          | —         | —         | —             | —             | 30     | 0      |
| Сток Сіті              | 2017–18           | Прем'єр-ліга      | 3    | 0     | 0     | 0     | 2          | 0          | —         | —         | —             | —             | 5      | 0      |
| Сток Сіті              | Усього            | Усього            | 31   | 0     | 1     | 0     | 3          | 0          | —         | —         | —             | —             | 35     | 0      |
| Манчестер Юнайтед      | 2018–19           | Прем'єр-ліга      | 0    | 0     | 0     | 0     | 1          | 0          | 0         | 0         | —             | —             | 1      | 0      |
| Усього за кар'єру      | Усього за кар'єру | Усього за кар'єру | 468  | 0     | 12    | 0     | 27         | 0          | 0         | 0         | 3             | 0             | 510    | 0      |